# Piré-sur-Seiche
Piré-sur-Seiche korábbi község Franciaországban, Ille-et-Vilaine megyében. Lakosainak száma 2666 fő (2018. január 1.). Piré-sur-Seiche Domagné, Essé, Boistrudan, Amanlis, Chancé, Janzé, Moulins és Saint-Aubin-du-Pavail községekkel határos.
2019. január 1-jén a korábbi Piré-Chancé községgel egyesült és az így létrejött (azonos nevű) Piré-Chancé új község része lett.

## Népesség
A település népességének változása:
| Lakosok száma | 2381 | 2523 | 2609 | 2590 | 2666 |
|               | 2013 | 2015 | 2016 | 2017 | 2018 |